# Portrait de Ferdinand Ier
Le Portrait de Ferdinand Ier est une peinture à l'huile sur toile de l'artiste allemand néoclassique Anton Raphaël Mengs, œuvre aujourd'hui conservée au musée national de Capodimonte à Naples. Il montre le roi Ferdinand Ier et a été commandé par sa mère Marie-Amélie de Saxe pour célébrer l'accession de Ferdinand au trône des Deux-Siciles à l'âge de huit ans seulement, après que son père Charles de Bourbon eut abdiqué ce trône pour devenir roi d'Espagne. Cela en fait la première peinture officielle du nouveau roi, produite par l'artiste en octobre 1759 en environ un mois, bien qu'elle ait été critiquée par les autres artistes de la cour Luigi Vanvitelli, Giuseppe Bonito et Francesco Liani, qui avaient été ignorés pour la commande. Mengs a également produit un deuxième exemplaire de qualité inférieure l'année suivante, qui se trouve maintenant au musée du Prado à Madrid.